# Кива (приток Тамбицы)
Кива — река в России, протекает в Республике Карелия.
Исток — Кивозеро в 5 км западнее посёлка Тамбичозеро, в Пудожском районе. Устье реки находится в 25 км по левому берегу реки Тамбица, в 5 км восточнее посёлка Немино-3, в Медвежьегорском районе. Длина реки составляет 15 км.

## Данные водного реестра
По данным государственного водного реестра России относится к Балтийскому бассейновому округу, водохозяйственный участок реки — Бассейн Онежского озера без рек Шуя, Суна, Водла и Вытегра, речной подбассейн реки — Свирь (включая реки бассейна Онежского озера). Относится к речному бассейну реки Нева (включая бассейны рек Онежского и Ладожского озера).
Код объекта в государственном водном реестре — 01040100612102000015914.